# Raffaele Perrottelli
Raffaele Perrottelli (San Michele di Serino, 28 gennaio 1889 – Polazzo, 21 luglio 1915) è stato un militare italiano, decorato di medaglia d'oro al valor militare alla memoria nel corso della prima guerra mondiale.

## Biografia
Nacque a San Michele di Serino, provincia di Avellino, il 28 gennaio 1889, figlio di Carlo e Lucia Renzulli. Cresciuto all'interno di una famiglia di forti sentimenti risorgimentali, ultimo di sei fratelli, rimase orfano di padre giovanissimo. Frequentò gli studi medi in un Liceo Ginnasio di Avellino, e poi si iscrisse alla facoltà di giurisprudenza dell'Università di Napoli. Chiamato a prestare servizio militare nel Regio Esercito, fu assegnato a un plotone allievi ufficiali di complemento presso l'81º Reggimento fanteria "Torino", ma poco tempo dopo a causa di una malattia fu posto in congedo. All'atto dell'entrata in guerra del Regno d'Italia, il 24 maggio 1915, fu richiamato alle armi  ed assegnato al 64º Reggimento fanteria della Brigata Cagliari. Il 3 giugno, in forza alla 3ª Compagnia, allora al comando del capitano Giovanni Randaccio, partì per raggiungere la zona di operazioni.  Il suo reparto raggiunse le rudimentali trincee di Polazzo, sul basso Isonzo, dove si offrì volontario per la missioni più pericolose. Durante la seconda battaglia dell'Isonzo partecipò agli attacchi per occupare quota 118 di Monte Sei Busi.  Il 21 luglio si offrì volontario per tentare di aprire un varco nei reticolati nemici, e postosi alla testa di un drappello di soldati andò all'attacco lanciando bombe a mano e fuoco di fucileria.  Rimase ferito due volte, una la piede e una alla testa, e poi cadde colpito a morte da una pallottola all'addome.  Il suo sacrificio consentì ai fanti della 3ª Compagnia di occupare la trincea nemica, respingendo i successivi contrattacchi nemici. Per onorarne il coraggio fu decretata la concessione della medaglia d'oro al valor militare alla memoria.
Per onorarne il coraggio fu decretata la concessione della medaglia d'oro al valor militare alla memoria. Una via di Avellino e la piazza di San Michele di Serino portano il suo nome.

### Annotazioni
1. ↑  Pur di partire subito per il fronte non volle godere del beneficio di essere nominato ufficiale come gli concedeva il titolo accademico e si accontentò di partire come semplice soldato di fanteria.

### Fonti
1. 1 2 3 4 5 6 7  Combattenti Liberazione.
2. ↑  Coltrinari, Ramaccia 2018, p. 79.
3. 1 2 3 4 5  Coltrinari, Ramaccia 2018, p. 80.
4. ↑  Coltrinari, Ramaccia 2018, p. 122.
5. ↑   Bollettino ufficiale delle nomine, promozioni e destinazioni negli uffiziali dell'esercito italiano e nel personale dell'amministrazione militare, 1916,  p. 2164.
6. ↑   PERROTTELLI Raffaele, Medaglia d'oro al valor militare, su quirinale.it. URL consultato il 7 giugno 2025.